# Misijní biskup
Misijní biskup je úřad římskokatolické církve vytvořený při zasedání tridentského koncilu. Jde o kněží s titulem a biskupským svěcením (konsekrací) podléhající přímo papeži, kteří však nespadají pod jurisdikci konkrétní diecéze, nýbrž jsou vyslíláni na misie.

## Dějiny
Do hodnosti biskupa byli vysvěcováni kněží z řad místního obyvatelstva, v němž probíhala misijní činnost. Často se toto označení vztahuje do starší doby na biskupy (viz např. svatý Bonifác, Bruno z Querfurtu, Jordan), kteří působili na pohanských nebo čerstvě christianizovaných územích, ačkoli přísně vzato taková instituce v katolické církvi do konce středověku neexistovala.
Podle výzkumů historiků se zřejmě rozlišovalo mezi titulem episcopus regionarius (regionální biskup) a episcopus gentium (lidový biskup). Prvně jmenovaní byli zváni panovníky-neofity k vytvoření církevní struktury. Druzí vyjížděli na misie do zemí, kde křesťanství nebylo přítomno..
Instituce misijních biskupů se rozvinula v době velkých misijních akcí v 17. a 18. století. Na územích pronásledování křesťanů (SSSR, Čína) působili misijní biskupové, jejichž činnost nemohla probíhala ve spolupráci s konkrétní diecézí.
Oficiální titulatura misijních arcibiskupů neexistuje. Užití erbů tradičně náležicích metropolitům některými misijními biskupy (pallium), bylo spjato s právem svěcení dalších biskupů. Jejich arcibiskupská titulatura měla podle některých pramenů výlučně formu zdvořilosti.